# Michael Crichton
John Michael Crichton (uttalas kraitən), född 23 oktober 1942 i Chicago, Illinois, död 4 november 2008 i Los Angeles, Kalifornien, var en amerikansk thriller- och science fiction-författare samt producent av filmer och TV-program.

## Biografi
Crichton föddes i Chicago men växte huvudsakligen upp i Roslyn på Long Island. Han hade tidigt ambitionen att bli författare men valde att utbilda sig till läkare. Han tog bachelorexamen 1964 i fysisk antropologi från Harvard College och läkarexamen 1969 från Harvard Medical School. Under studietiden började han få böcker publicerade under pseudonymerna John Lange och Jeffrey Hudson. A Case of Need, utgiven under namnet Jeffrey Hudson, vann en Edgar Award för bästa roman 1969.
Han fick sitt genombrott under eget namn med technothrillern Döden från rymden (1969, The Andromeda Strain). Den boken filmatiserades två år senare. 
Crichton är mest känd för sina Jurassic Park-böcker: Urtidsparken (1990) och En försvunnen värld (1995). Många av hans böcker har filmatiserats. Det är även han som ligger bakom TV-serien Cityakuten.

## Filmografi (urval)
- 1971 – Hotet (manus, roman)
- 1978 – Koma (manus och regi)
- 1979 – Det stora tågrånet (manus och regi)
- 1993 – Blodröd sol (manus)
- 1993 – Jurassic Park (manus; roman)
- 1994 – Skamgrepp (produktion och manus; roman)
- 1995 – Congo (manus; novell)
- 1996 – Twister (produktion och manus; roman)
- 1997 – The Lost World: Jurassic Park (manus; roman)
- 1998 – Sphere – farkosten (produktion och manus; roman)
- 1999 – Den 13:e krigaren (produktion och manus; roman)
- 2001 – Jurassic Park III (manus; karaktärer)
- 2003 – Timeline (manus; roman)
- 1994–2008 – Cityakuten (skapare och producent av TV-serie)
- 2015 – Jurassic World (manus; karaktärer)